# Vollpension

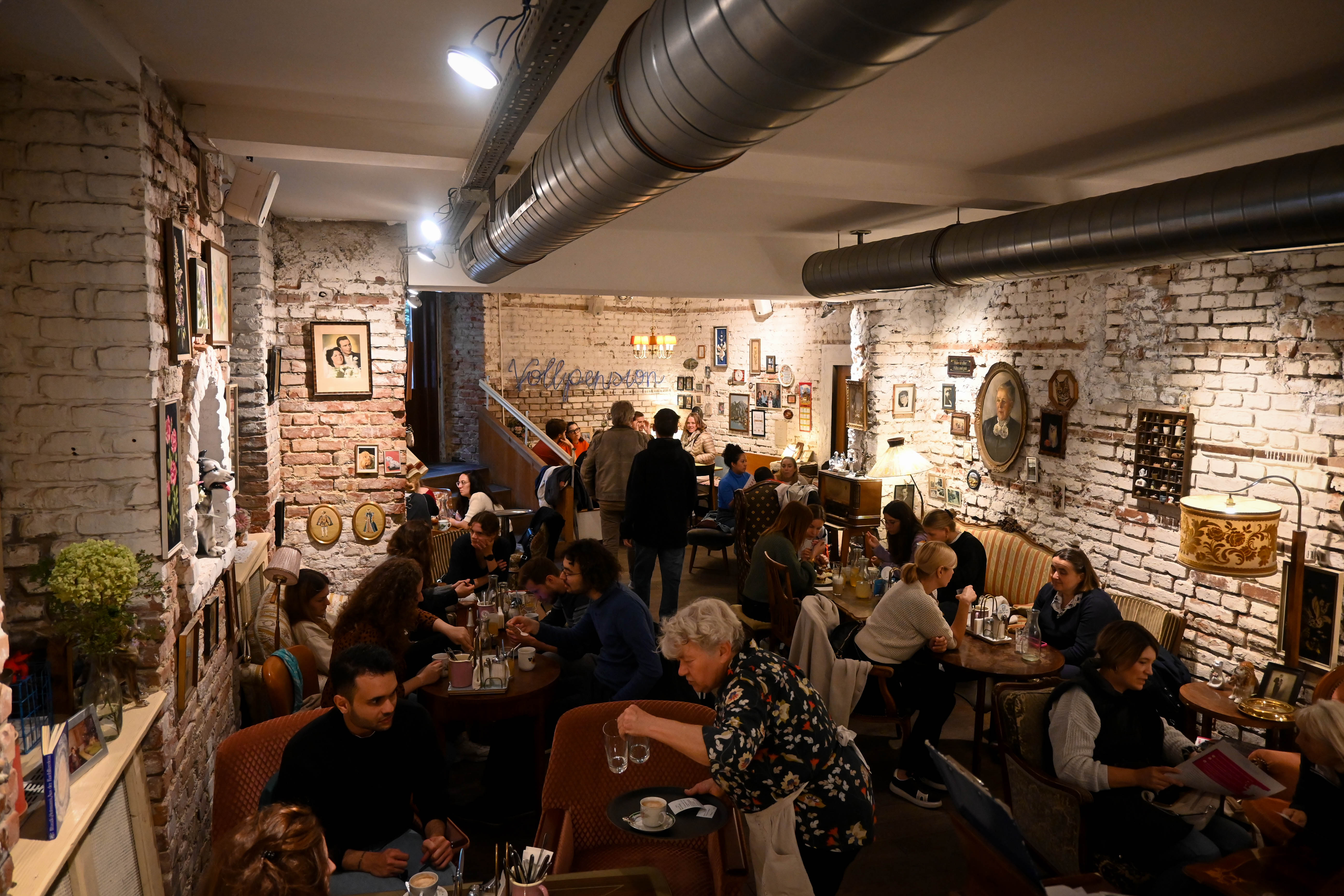
Uma visão da Vollpension.

A Vollpension é um café em Viena, Áustria. É mais conhecido por empregar idosos como padeiros e empregados de mesa, complementando assim o baixo rendimento dos aposentados e proporcionando oportunidades de socialização. É considerado um exemplo particularmente bem-sucedido de um negócio social.

## História

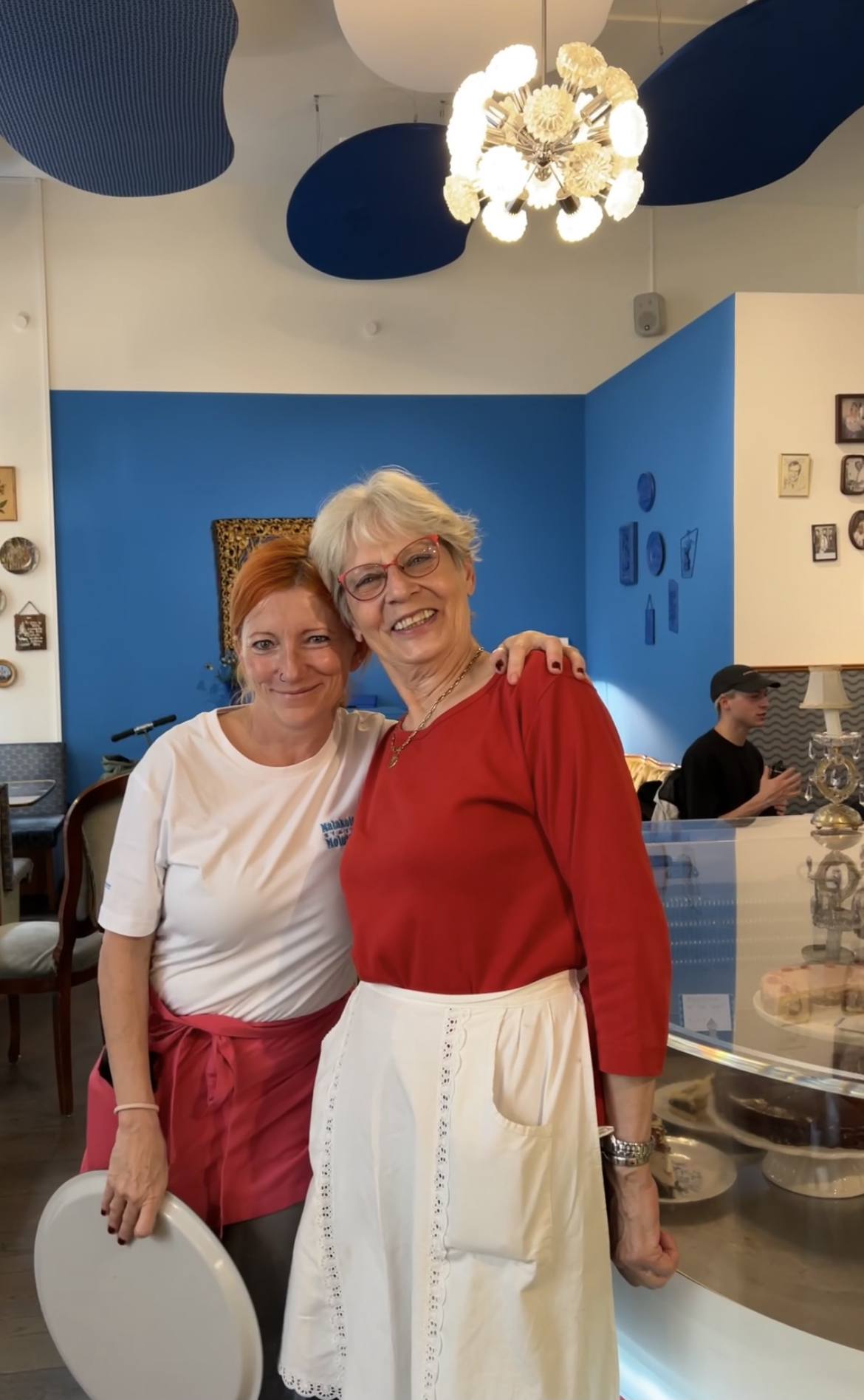
Funcionárias do novo café Vollpension em Johannesgasse.

A Vollpension foi criada como um café pop-up em 2012 por um grupo de jovens que desejavam servir bolos como os feitos pelas avós. Era para ser um projeto temporário na Vienna Design Week, mas a Associação Turística Austríaca tomou conhecimento e enviou os veteranos da panificação pelo país durante três meses. Dez "avós" viajaram pela Áustria para servir em festivais, festas de cerveja e feiras. Em 2015, foi escolhido um local permanente, na Schleifmühlgasse 16, perto do histórico mercado ao ar livre de Viena, Naschmarkt, para garantir que o negócio se tornaria estável.
Segundo Hannah Lux, uma das proprietárias, a Vollpension serviu mais de 80.000 bolos em 2018 e teve uma receita de 1,2 milhões de euros. Em setembro de 2019, a Vollpension abriu outra filial na Johannesgasse 4a. Devido a esta extensão, e ao emprego intencional principalmente de pessoas mais velhas, a Vollpension foi particularmente atingida pela pandemia da COVID-19 quando esta chegou à Áustria em Março de 2020. Naquele ano, a Vollpension lançou a "primeira Escola de Panificação para Avós do mundo", uma plataforma online chamada BakAdemy, que oferece cursos de panificação ao vivo e sob demanda, ministrados por idosos de todo o mundo, incluindo Índia, Nova Zelândia, Estados Unidos e Austrália.

## Marca e estética

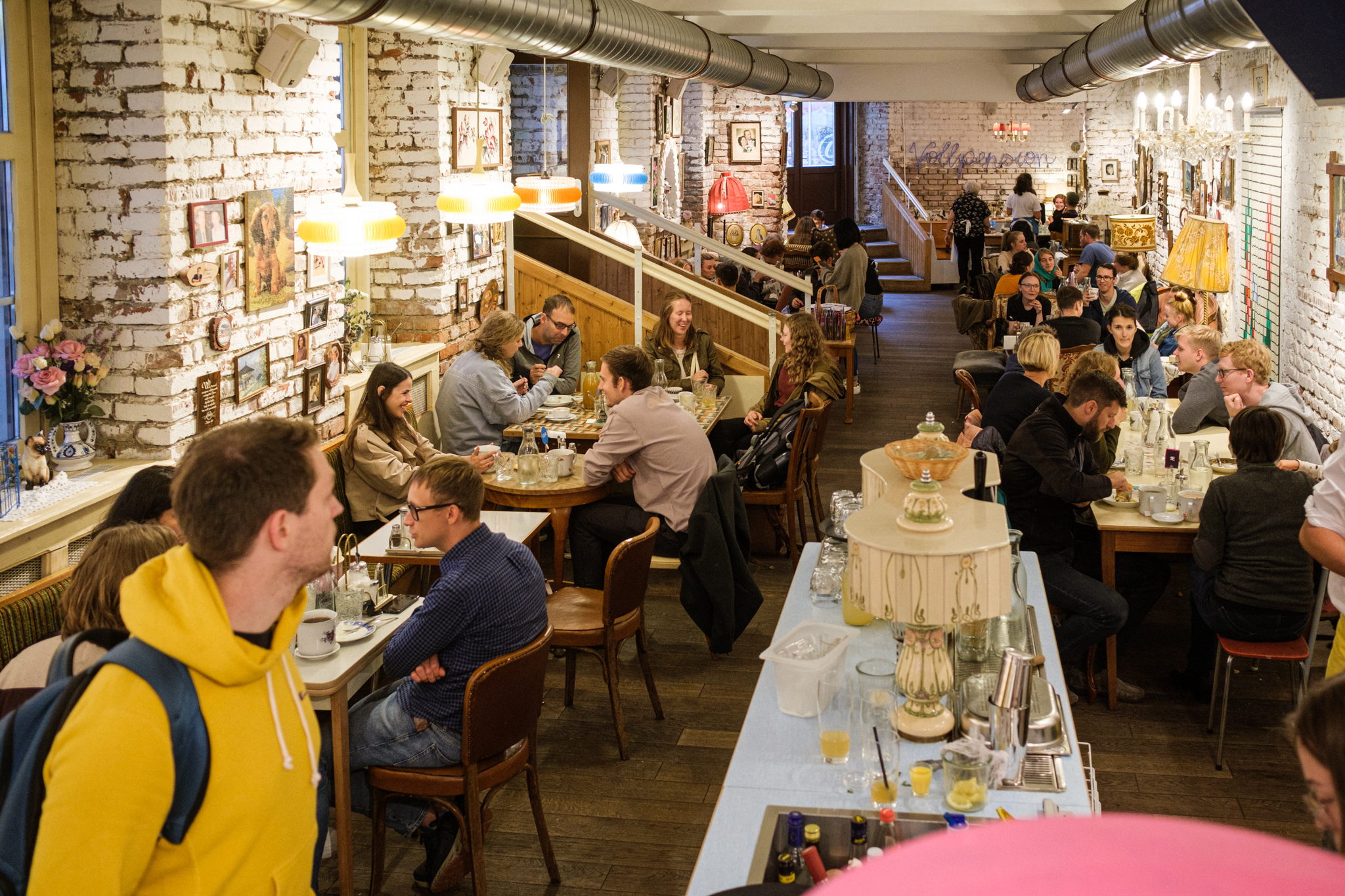
Interior da Vollpension em Schleifmühlgasse.

O nome Vollpension, que significa "pensão completa", refere-se tanto à pensão de aposentadoria quanto à estadia em hotel que inclui refeições, ou pensão completa.
A estética da Vollpension apresenta móveis desgastados, pequenos vasos, napperons e estatuetas de animais e tem como objetivo dar ao visitante a sensação de uma sala de estar aconchegante. O café é frequentado por grupos multigeracionais e muitas vezes por jovens mães com filhos.
O foco principal da Vollpension são os bolos, que são vendidos em fatias. Bebidas e outros alimentos também estão disponíveis, incluindo o goulash vienense e o ensopado de lentilhas. Toda a comida é preparada pelas “avós” e “avôs” de acordo com as suas próprias receitas familiares. O menu é, portanto, variável, com as opções oferecidas dependendo de quais "avós" e "avôs" estão de serviço na cozinha naquele dia. As porções vêm em dois tamanhos, com alternativas veganas e vegetarianas também disponíveis.

## Negócio social

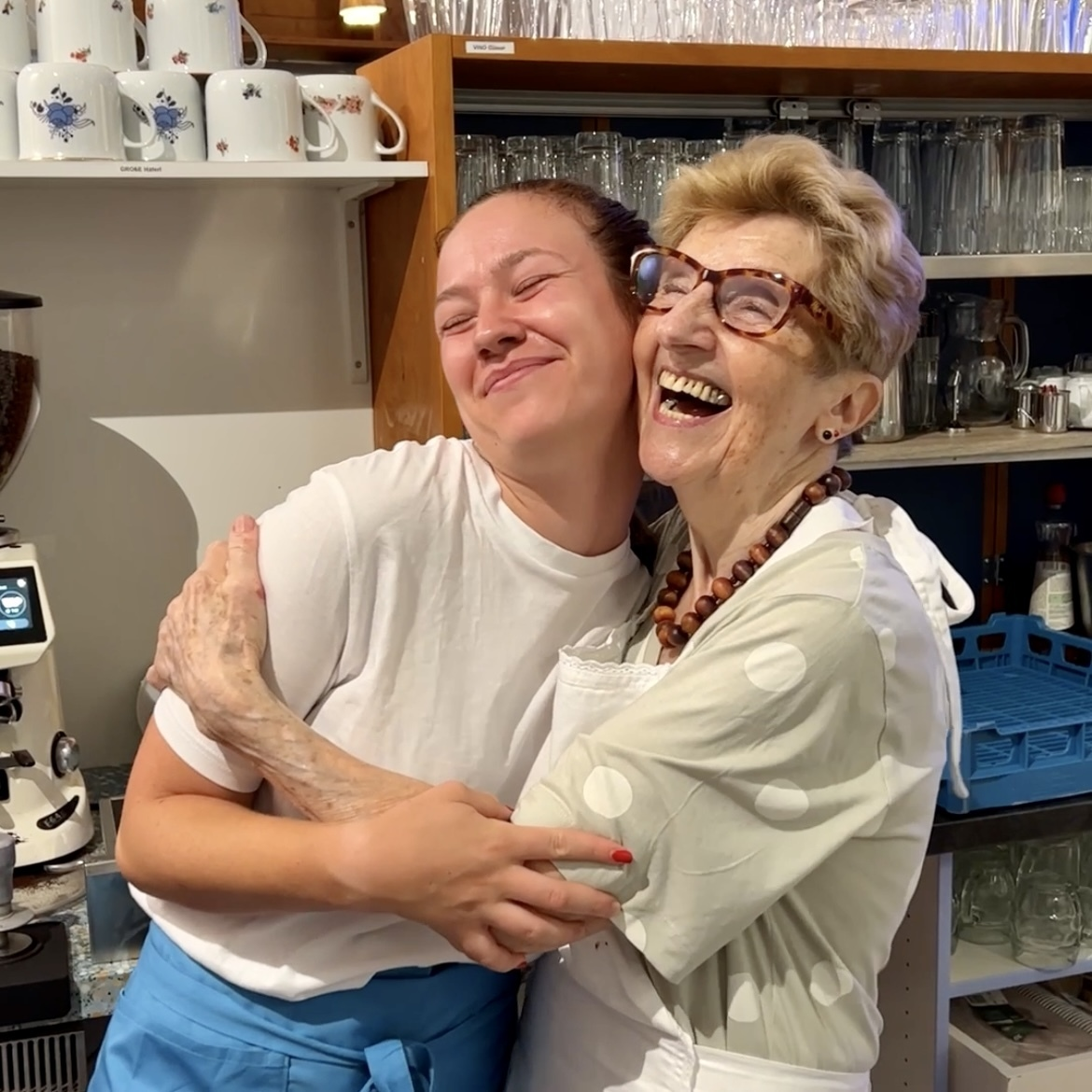
Equipa na Vollpension.

A Vollpension é considerada um exemplo de grande sucesso de empreendedorismo social: proporciona rendimentos adicionais a pessoas mais velhas de uma forma comercialmente sustentável, permitindo também a interacção intergeracional para os seus funcionários mais velhos, que de outra forma poderiam experienciar pobreza e isolamento social ou solidão. Em 2020, a Vollpension empregou um total de 80 pessoas, de 21 nacionalidades, com idades entre 18 e 84 anos "Avós" (em alemão: Omas) e alguns "avôs" (em alemão: Opas) formam uma grande parte da equipa e são os únicos envolvidos na panificação. A maioria trabalha em part-time. As “avós” e os “avôs” cozinham, servem e conversam com a clientela.
A Vollpension organiza diversas atividades públicas todos os meses, desde tricô até póquer, para permitir que os funcionários mais velhos compartilhem as suas habilidades e conhecimentos entre si e com os mais jovens.